# Razor of Occam
Razor of Occam ist eine Thrash-Metal-Band mit Einflüssen aus dem Black Metal, die ursprünglich aus Australien stammt und heute in London beheimatet ist. Der Name der Band leitet sich vom scholastischen Prinzip Ockhams Rasiermesser ab.

## Geschichte
Gegründet Ende der 1990er-Jahre im Süden Australiens, erstellte die Band rasch die Demoaufnahme Diabologue, von der ein Jahr später zwei Lieder auf einer gleichnamigen Vinyl-EP bei Damnation Records erschienen. Der Name der vier Jahre später erschienenen EP Pillars of Creation rührt von der Fotografie gleichen Namens her, besagtes Foto wurde auch für die Cover-Illustration verwendet. Das Debütalbum Homage to Martyrs erschien im Jahr 2009 bei Metal Blade Records. Im Laufe ihres Bestehens spielte die Band Konzerte mit Asphyx, Primordial und Dismember, dazu absolvierte sie eine Europa-Tournee mit Gospel of the Horns. Im Herbst 2009 folgte eine weitere Tournee durch Europa mit den Bands Absu, Pantheon I und Zoroaster.
Matt Razor und Ian Shrapnel spielen auch bei Deströyer 666 zusammen, Didier Almouzni war zuvor bei DragonForce aktiv.

## Stil
Die Band selbst vergleicht sich auf ihrem Myspace-Profil mit Destruction, Whiplash, Sodom, Deströyer 666 und Absu. Grag Prato von Allmusic schreibt der Mischung aus Thrash- und Black-Metal-Elementen der Band auch Einflüsse aus Power und klassischem Heavy Metal zu. Er nannte die Musik des Albums Homage to Martyrs einen „boshaften akustischen Blitzkrieg“ und vergab dreieinhalb von fünf möglichen Punkten.
Die Texte der Band behandeln häufig den Konflikt zwischen Wissenschaft und Religion im Lauf der Geschichte. Von religiösen Inhalten grenzt sie sich jedoch ab, ihrer eigenen Aussage zufolge vermeiden ihre Texte den „für das Genre typischen, mystischen Nonsens und beleuchten stattdessen die harsche Realität des gottlosen, gefühllosen und ehrfurchtgebietenden Universums, das wir bewohnen“. Auf die Betonung geistiger, persönlicher und sexueller Freiheit im „modernen“ Satanismus nach Anton Szandor LaVey befragt, äußerte Matt Razor sich zu ungeschlechtlicher Vermehrung und beendete seine Anmerkungen mit der Äußerung, er könne sich nicht vorstellen, der Satanismus hätte zu diesem Thema irgendetwas vernünftiges zu sagen.

## Diskografie
- 1998: Diabologue (Demoaufnahme)
- 1999: Diabologue (EP, Damnation Records)
- 2003: Pillars of Creation (EP, Circle of the Tyrants Records)
- 2009: Homage to Martyrs (Album, Metal Blade Records)